# تشارلز غيفورد (عالم فلك)
تشارلز غيفورد (بالإنجليزية: Charles Gifford)‏ هو عالم فلك نيوزيلندي، ولد في 18 أبريل 1861، وتوفي في 27 فبراير 1948.